# San Cristóbal Totonicapán
San Cristóbal Totonicapán är en kommunhuvudort i Guatemala.   Den ligger i departementet Departamento de Totonicapán, i den sydvästra delen av landet, 100 km väster om huvudstaden Guatemala City. San Cristóbal Totonicapán ligger 2 400 meter över havet och antalet invånare är 4 191.
Terrängen runt San Cristóbal Totonicapán är huvudsakligen kuperad, men åt sydväst är den platt. San Cristóbal Totonicapán ligger nere i en dal. Runt San Cristóbal Totonicapán är det tätbefolkat, med 411 invånare per kvadratkilometer. Närmaste större samhälle är San Francisco El Alto, 4,1 km norr om San Cristóbal Totonicapán. I omgivningarna runt San Cristóbal Totonicapán växer i huvudsak blandskog.